# Bombus confusus
Bombus confusus es una especie de abejorro que se encuentra en Alemania, Austria, Bélgica, Eslovaquia, Eslovenia, España, Francia, Hungría, Lituania, Polonia, República Checa, Rumania y Suiza.

## Apariencia
La morfología funcional de Bombus confusus ha sido investigada; los machos tienen los ojos agrandados y una zona frontal con facetas agrandadas. Esto puede asociarse con una mejor resolución espacial y sensibilidad de contraste; todo lo cual se conecta con el apareamiento de los machos.

## Reproducción
Se pensó que la búsqueda visual de hembras era el único comportamiento observado antes del apareamiento en Bombus confusus. Los estudios confirman que junto con la búsqueda visual, la secreción de la glándula labial también se utiliza para atraer a las hembras.